# F341 Absalon
Fregatten Absalon eller KDM Absalon (F341) er et skib af Absalon-klassen tilhørende Søværnet. Absalon blev i 2008 adopteret af Aalborg Kommune, mens søsterskibet F342 Esbern Snare er adopteret af Aarhus. Begge skibe gik oprindeligt under betegnelsen fleksible støtteskibe og havde frem til oktober 2020 pennantnumrene L16 og L17. Men med genindførslen af ubådsbekæmpelse samt de mange våbenplatforme, som skibene har, blev deres rolle og betegnelse ændret til fregatter med pennantnumrene F341 og F342 i 2020.
Fregatten Absalon er opkaldt efter biskop Absalon 1128-1201, der organiserede den danske ledingsflåde til togterne mod venderne. Han udmærkede sig derved både som gejstlig og som kriger. Desuden var han bror til Esbern Snare.

## Task Force 150
KDM Absalon afsejlede den 17. august 2008 fra Danmark for at deltage i Task Force 150 i farvandet omkring Afrikas Horn, der har til formål at bekæmpe pirateri. Inspektionsskibet Thetis havde forberedt Absalons deltagelse gennem aktiv tilstedeværelse i første kvartal af 2008. Straks efter sin ankomst til området blev Absalon rekvireret til aktiv deltagelse , og fra den 15. september 2008 indtog støtteskibet Absalon en central position, da Danmark med Søværnets Taktiske Stab om bord på Absalon indtog positionen som leder af flådestyrken.
Den 16. april 2009 ankom Absalon igen til Danmark efter endt mission og lagde til ved Amaliehaven. Som krigsbytte havde de en stige og et antal håndvåben.
5. januar 2010 forlod Absalon Flådestation Frederikshavn med kurs mod Adenbugten, for på ny at eskortere handelsskibe sikkert gennem farvandet ved Afrikas Horn.

## 1. marts 2010
Absalon sænkede den 1. marts 2010 et piratskib, et såkaldt "moderskib", der forsyner andre piratbåde med våben og benzin.

## Mission til Libyen 2016
17. august 2016 afsejlede Absalon fra Flådestation Frederikshavn mod Libyen. Formålet er at beskytte et transportskib som skal fragte resterne af Libyens kemiske våbenprogram fra Libyen til Tyskland til destruktion. Absalon afsejlede før den endelige godkendelse af missionen i Folketinget, som skete den 19. august 2016, da samtlige partier stemte for forslaget.

## Billeder
- Absalon med en Westland Lynx helikopter
Foto: Kim Storm Martin, notatia.dk
- Absalon set forfra 
Foto: Rudi Hansen
- Absalon på søen
- Absalon ved kaj nedenfor Amalienborg den 13. august 2010 ved markeringen af søværnets 500 års fødselsdag